# TPV Technology

AOC PD27 monitor

TPV Technology Limited é uma empresa baseada em Taiwan e listada nas bolsas de valores de Hong Kong e Singapura. Foi fundada em 1967.
Através da marca AOC International é o maior fabricante mundial de monitores para computadores. Segundo dados da empresa, foram fabricados 96.4 milhões de unidades em 2016. A TPV está presente no Brasil desde 1997. Em 2012, a TPV assinou um acordo de licenciamento da marca Philips para a fabricação, venda e divulgação de monitores e televisores com a marca Philips mundialmente. Em julho de 2018 adquiriu da Gibson o licenciamento para fabricação, venda e divulgação de produtos de áudio também da Philips.